# NGC 7681
NGC 7681 ist eine verschmelzende linsenförmige Galaxie vom Hubble-Typ S0 im Sternbild Pegasus. Sie ist schätzungsweise 313 Millionen Lichtjahre von der Milchstraße entfernt.
Das Objekt wurde am 11. Oktober 1784 von Wilhelm Herschel entdeckt.